# Roberto Conesa Escudero
Roberto Conesa Escudero (Madrid, 1917 - 27 de gener de 1994) fou un funcionari de policia espanyol, agent de la Brigada Político-Social. Estigué implicat en la repressió política posterior a la Guerra Civil espanyola i ja, durant la Transició espanyola i la 2a Restauració borbònica, encarregat de la lluita antiterrorista contra ETA i els GRAPO. També treballà pel dictador Rafael Leónidas Trujillo a Santo Domingo (capital de la República Dominicana).

## Carrera professional
Roberto Conesa va ingressar en el Cos General de Policia el 1939 i després de diversos ascensos va ser nomenat cap de la Brigada Político-Social fins que aquesta va ser dissolta el 1976. En aquesta etapa va treballar com a infiltrat en diverses organitzacions de l'oposició política (Comissions Obreres i Partit Comunista d'Espanya) i va ser especialista en la captació de confidents. Es va fer conegut entre els sectors clandestins d'esquerres pels seus brutals mètodes d'interrogatori i tortura. Alguns personatges destacats que recorden haver passat per les seves mans són el sindicalista Marcelino Camacho i l'escriptor Fernando Sánchez Dragó. També sembla haver estat implicat en la detenció de "les Tretze Roses" i en l'assassinat-muntatge policial del cas Scala contra la CNT en els primers anys de la incipient democràcia.
Després de la dissolució de la Brigada Polític-Social va ser destinat a la Comissaria general d'informació de 1975 a 1979, romanent en València durant un any, sent anomenat d'urgència pel ministre de la Governació, Rodolfo Martín Villa, per resoldre els segrests d'Antonio María de Oriol y Urquijo, president del Consell d'Estat, i del tinent general Emilio Villaescusa Quilis, president del Consell Suprem de Justícia Militar. Després del seu alliberament, l'11 de febrer d'aquest any, Roberto Conesa va rebre la medalla d'or al mèrit policial i va començar a ser anomenat el superagent.
Al seu enterrament, ocorregut en plena vaga general a Espanya, no va acudir cap representant del Govern espanyol.